# Stibadocera papuana
Stibadocera papuana är en tvåvingeart som beskrevs av Alexander 1948. Stibadocera papuana ingår i släktet Stibadocera och familjen mellanharkrankar. Inga underarter finns listade i Catalogue of Life.